# Gorilla vs. Bear
Gorilla vs. Bear är en musikblogg för oberoende musik, musikvideor, nyheter och recensioner från alla genrer. Den skapades av Chris Cantalini i mars 2005, och under 2006 tillkom David Bartholow som medarbetare. Gorilla vs. Bear innehåller okända, etablerade och osignerade artister. Bloggen är också känd för sin användning av Polaroidkameror och Holgakameror för artistporträtt och fotografering av liveframträdanden.
Musikbloggen var under 00-talet väldigt inflytelserik och har beskrivits som viktig för att hjälpa artister som St. Vincent och Neon Indian slå igenom.
Sedan 2007 har Gorilla vs. Bear ett radioprogram på den amerikanska satellitradiokanalen Sirius XMU.